# Spirulinales
Spirulinales (Spirulinaceae) es un orden de cianobacterias, este orden tiene una posición filogenética especial y se caracteriza por tener tricomas regularmente enrollados sin envoltura y sin vainas, con una citología y ecología características. La espirulina tuvo una posición inestable en las filogenias moleculares durante mucho tiempo. De un punto de vista morfológico, incluso, el problema de las hélices abiertas y cerradas sigue sin resolverse. Con la secuenciación del genoma completo, parece ser que el género Spirulina tiene su propia familia especial distante de las Synechococcophycidae donde siempre se clasificó.
La famosa y comercial "Spirulina platensis" es muy diferente de acuerdo a todos los análisis filogenéticos y ni siquiera pertenece al género, en realidad esta cianobacteria se trata de Arthrospira platensis que pertenece al orden Oscillatoriales, dentro de la familia Microcoleaceae.